# Shenandoah (rzeka)
Shenandoah (ang. Shenandoah River) – rzeka w amerykańskich stanach Wirginia i Wirginia Zachodnia, dopływ Potomaku. Shenandoah ma ponad 240 km długości, a jej dorzecze powierzchnię 7876 km². Rzeka ma swój początek w pobliżu miejscowości Front Royal w Wirginii, gdzie łączą się rzeki North Fork i South Fork, a kończy się ujściem do Potomaku w miejscowości Harpers Ferry w Wirginii Zachodniej. Średni przepływ rzeki w miejscowości Millville w Wirginii Zachodniej, w pobliżu jej ujścia do Potomaku wynosi około 78 m³/s.